# Adam Opel
Adam Opel (Rüsselsheim, 1837. május 9. – Rüsselsheim, 1895. szeptember 8.) mérnök. Mint vállalkozó varrógépeket és kerékpárokat gyártott. Nem ő alapította az Opel autógyárat, ő volt a gyár alapítóinak (Carl, Wilhelm, Heinrich, Friedrich, Ludwig Opelnek) az apja.

## Életpályája

### A kezdetek
A Hessen tartománybéli Rüsselsheimben született és apja után ő is lakatos lett. Akkoriban szokásos módon vándorútra indult. 1858-ban érkezett Párizsba, és 1859-ben kezdett dolgozni egy varrógépgyárban, a "Journeaux et Lebland" varrógépgyártó cég üzemében. A szerkezetek összeszerelését jól megtanulta, majd 1862-ben hazatért Rüsselsheimbe. Hazatérése után 1863-ban elhatározta, hogy ő is varrógépeket fog gyártani. Az inspirálta, hogy jobb gépeket gyártson, mint a franciák. Az első saját varrógépét édesapja műhelyében állította össze hat hónap alatt, melyet Hummel Dienstnek, a város szabómesterének adott el. Miután apja műhelyét kinőtte, vállalkozását átköltöztette a nagybátyjától használatba kapott épületbe. Első alkalmazottját (Peter Schäfer) 1863-ban fogadta fel, majd 1865-ben felvette első tanulóját (Georg Adam Klingerhöfer). Termékeit a Groß-Gerauer Kreisblatt című újságban reklámozta.

### A vállalkozás felfuttatása

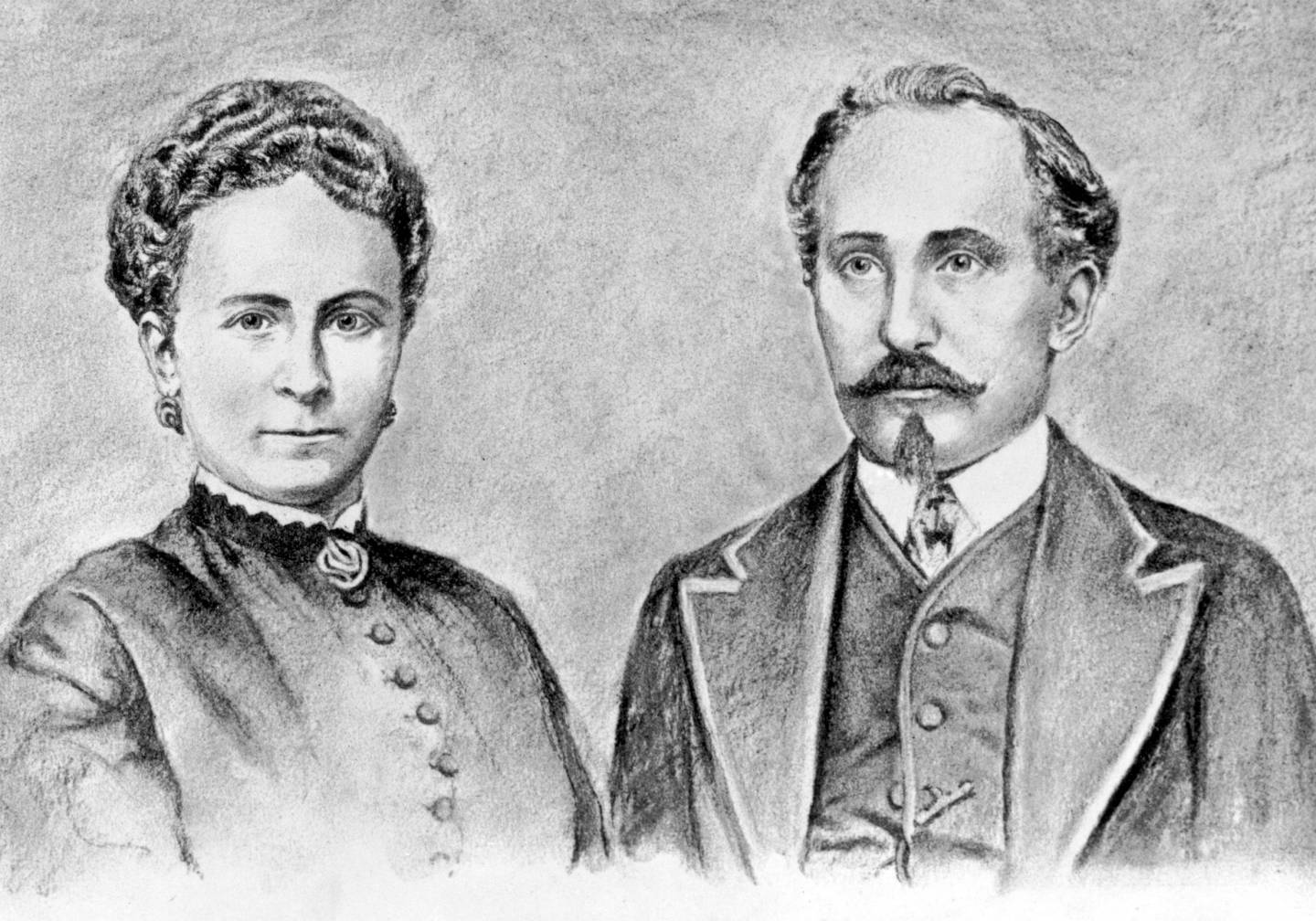
Adam és Sophie Opel (1868)

1866-ban a porosz-osztrák háború kedvezett a vállalkozásának, ugyanis megnőtt a kereslet a katonaruhákra és ezáltal a varrógépekre is. 1868-ban vásárolt egy 1500 m²-es területet a rüsselsheimi vonatpályaudvar közelében. Ezen a területen építette fel gyárát valamint lakóházát, és már 25 dolgozót foglalkoztatott.
Ebben az évben vette feleségül Sophie Marie Schellert, akitől öt gyermeke született: Carl (1869–1927), Wilhelm (1871–1948), Heinrich (1873–1928), Friedrich (1875–1938) és Ludwig (1880–1916). A fiúk később mind a családi vállalkozást erősítették. Sophie Scheller édesapja a braunschweigi lottón nagy nyereményre tett szert, amelyet gyermekei között osztott szét. A pénzt Adam és Sophie Opel a műhely eszközbővítésére és egy gőzgép vásárlására fordította.

### A termékpaletta szélesítése

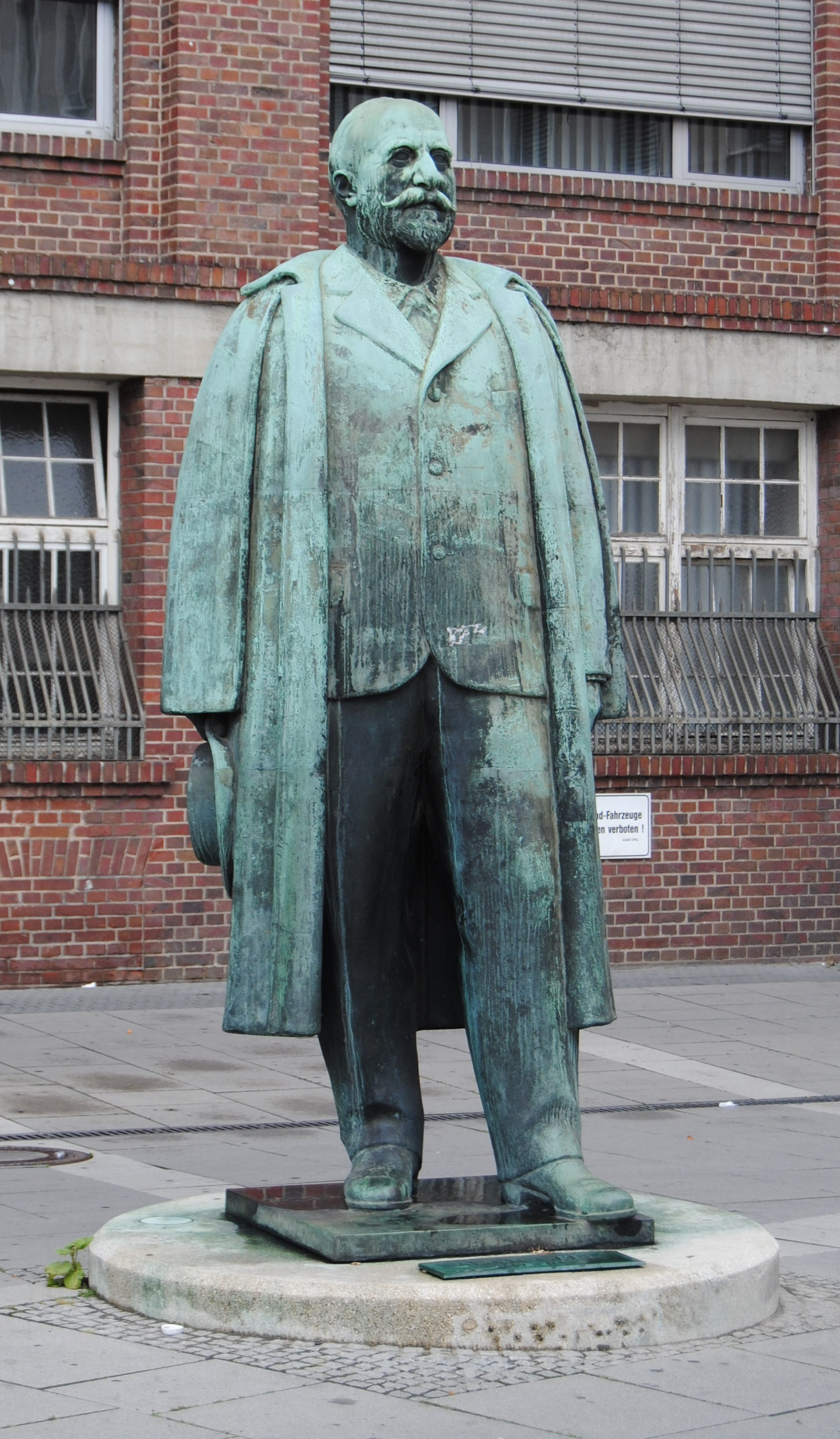
Adam Opel szobra Rüsselsheimben

Üzemi betegsegélyező pénztárat alapított 1872-ben. Majd 1873-ban értékesítési hálózat létrehozása mellett döntött. Először Frankfurtban nyitott márkakereskedést. Exportra is gyártott varrógépeket először Franciaországba, majd Oroszországba, Indiába és az USA-ba is eljutottak termékei. A termelést egyre inkább a gépiesítettség jellemezte. A cégnek 1884-ben már 240 dolgozója volt, és ebben az évben ~15 ezer darab varrógépet gyártott. (1886-ban készült el a százezredik példány, amely után a hesseni nagyherceg az udvari szállító címet adományozta Adam Opelnek.)
1884-ben újra visszatért Párizsba és felismerte, hogy a kerékpárgyártásban is nagy üzleti lehetőség van. 1885-ben már elkészültek az első Opel kerékpárok.  Gyártottak – angol példára – magas kerekűeket, majd alacsony kivitelűeket. Később készültek háromkerekűek, tandemek, három- és négyüléses, valamint versenykerékpárok is. Adam Opel fiai számos kerékpárversenyen indultak és értek el sikereket (Opel kerékpárral), ezáltal a céget az ország legjobb gyártói közé emelték. A kerékpárok 1890-től a Dunlop által feltalált levegővel töltött gumikkal kerültek szerelésre.

### Halála
Adam Opel 1895. szeptember 8-án hunyt el tífuszban. A vállalkozást özvegye és két idősebb fia (Carl és Wilhelm) vitte tovább. Az alapító halálakor a gyár Európa vezető varrógépgyártója volt, ahol több mint 2000 kerékpár is készült egy évben.